# 山口博 (日本近代文学研究者)
山口 博（やまぐち ひろし、1932年 - ）は、日本の日本近代文学研究者。元・鎌倉女子大学教授。
静岡市生まれ。國學院大學文学部卒業。高校教諭となり、神奈川県立平塚江南高等学校校長、鎌倉女子大学講師、助教授、教授。

## 著書
- 『思想と表現 - 近代日本文学史の一側面』有朋堂 1994
- 『近代の文学』愛育社 1997
- 『近代化の中の文学者たち - その青春と実存』愛育社 1998
- 『かまくらで文学を考える』愛育社 2001